# 6-Stunden-Rennen von Austin 2016

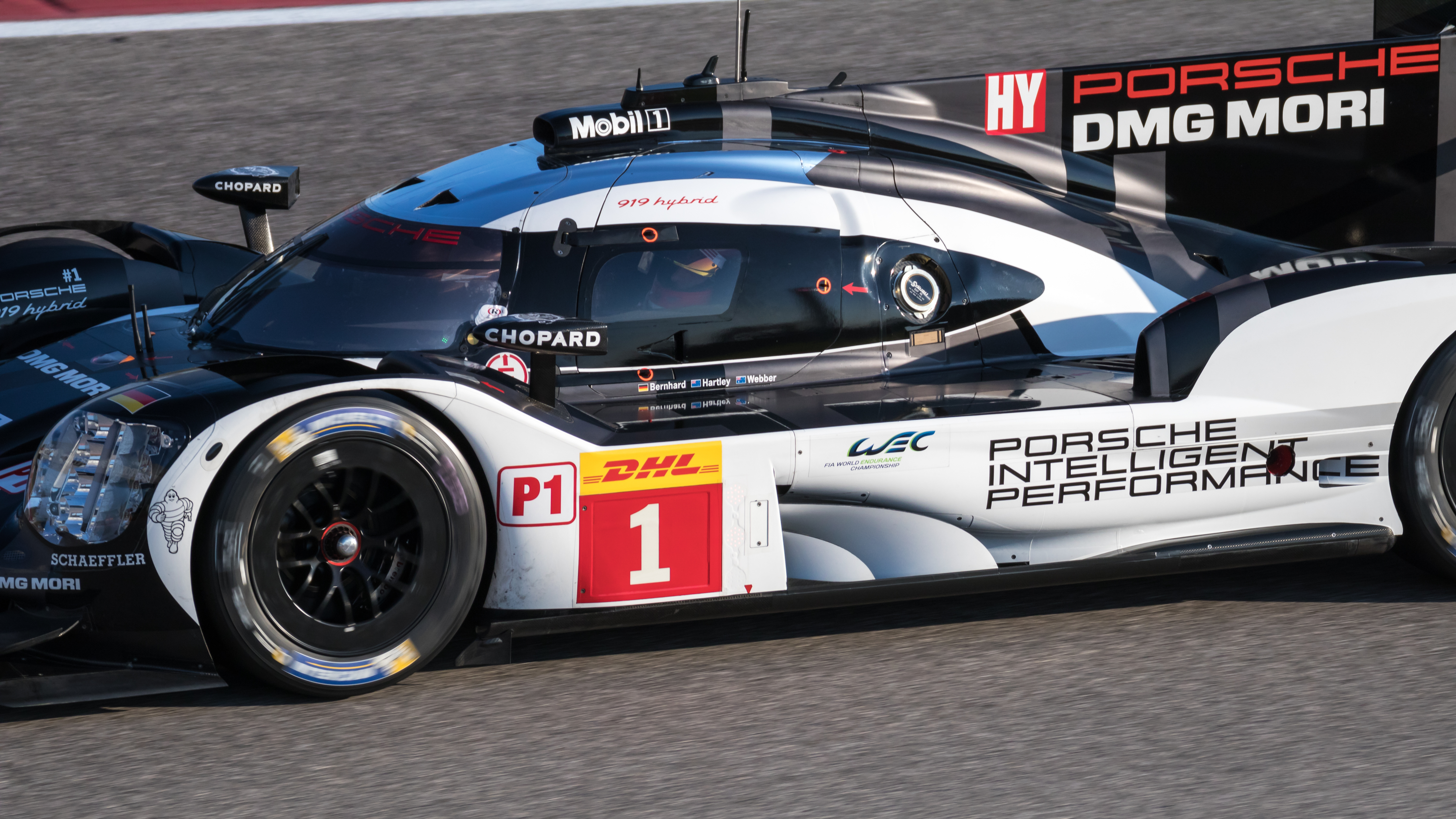
Porsche 919 Hybrid mit der Startnummer 1; Siegerwagen von Timo Bernhard, Brendon Hartley und Mark Webber

Das 6-Stunden-Rennen von Austin 2016, auch 2016 6 Hours of Circuit of the Americas, fand am 17. Juli auf dem Circuit of The Americas statt und war der sechste Wertungslauf der FIA-Langstrecken-Weltmeisterschaft dieses Jahres.

## Das Rennen
Nach ihren Erfolgen beim 6-Stunden-Rennen auf dem Nürburgring und dem 6-Stunden-Rennen von Mexiko-Stadt gelang dem Porsche-Trio Timo Bernhard/Brendon Hartley/Mark Webber der dritte Gesamtsieg in Folge in der FIA-Langstrecken-Weltmeisterschaft 2016. Nach einer Fahrzeit von 6:01:30,181 Stunden hatten sie einen Vorsprung von 23 Sekunden auf den Audi R18 RP6 von Loïc Duval, Lucas di Grassi und Oliver Jarvis. Sechs Sekunden dahinter kamen Stéphane Sarrazin, Mike Conway und Kamui Kobayashi im Toyota TS050 Hybrid als Gesamtdritte ins Ziel.

## Ergebnisse

### Schlussklassement
| 1           | LMP1      | 1  | Porsche Team              | Timo Bernhard Brendon Hartley Mark Webber              | Porsche 919 Hybrid       | 186 |
| 2           | LMP1      | 8  | Audi Sport Team Joest     | Loïc Duval Lucas di Grassi Oliver Jarvis               | Audi R18 RP6             | 186 |
| 3           | LMP1      | 6  | Toyota Gazoo Racing       | Stéphane Sarrazin Mike Conway Kamui Kobayashi          | Toyota TS050 Hybrid      | 186 |
| 4           | LMP1      | 2  | Porsche Team              | Marc Lieb Romain Dumas Neel Jani                       | Porsche 919 Hybrid       | 185 |
| 5           | LMP1      | 5  | Toyota Gazoo Racing       | Anthony Davidson Sébastien Buemi Kazuki Nakajima       | Toyota TS050 Hybrid      | 184 |
| 6           | LMP1      | 7  | Audi Sport Team Joest     | André Lotterer Marcel Fässler Benoît Tréluyer          | Audi R18 RP6             | 180 |
| 7           | LMP1      | 13 | Rebellion Racing          | Dominik Kraihamer Alexandre Imperatori Mathéo Tuscher  | Rebellion R-One          | 174 |
| 8           | LMP2      | 36 | Signatech Alpine          | Nicolas Lapierre Gustavo Menezes Stéphane Richelmi     | Alpine A460              | 172 |
| 9           | LMP2      | 43 | RGR Sport by Morand       | Ricardo González Filipe Albuquerque Bruno Senna        | Ligier JS P2             | 171 |
| 10          | LMP2      | 26 | G-Drive Racing            | Roman Rusinov Alex Brundle René Rast                   | Oreca 05                 | 171 |
| 11          | LMP1      | 4  | ByKolles Racing Team      | Simon Trummer Oliver Webb                              | CLM P1/01                | 170 |
| 12          | LMP2      | 27 | SMP Racing                | Nicolas Minassian Maurizio Mediani                     | BR Engineering BR01      | 168 |
| 13          | LMP2      | 31 | Extreme Speed Motorsports | Ryan Dalziel Christopher Cumming Luís Felipe Derani    | Ligier JS P2             | 168 |
| 14          | LMP2      | 37 | SMP Racing                | Vitaly Petrov Viktor Shaytar Kirill Ladygin            | BR Engineering BR01      | 167 |
| 15          | LMP2      | 30 | Extreme Speed Motorsports | Scott Sharp Ed Brown Johannes van Overbeek             | Ligier JS P2             | 166 |
| 16          | LMGTE Pro | 95 | Aston Martin Racing       | Nicki Thiim Marco Sørensen                             | Aston Martin Vantage GTE | 163 |
| 17          | LMGTE Pro | 51 | AF Corse                  | Gianmaria Bruni James Calado                           | Ferrari 488 GTE          | 163 |
| 18          | LMGTE Pro | 71 | AF Corse                  | Davide Rigon Sam Bird                                  | Ferrari 488 GTE          | 162 |
| 19          | LMGTE Pro | 67 | Ford Chip Ganassi Team UK | Andy Priaulx Marino Franchitti Harry Tincknell         | Ford GT                  | 162 |
| 20          | LMGTE Pro | 97 | Aston Martin Racing       | Fernando Rees Darren Turner                            | Aston Martin Vantage GTE | 162 |
| 21          | LMGTE Pro | 77 | Dempsey-Proton Racing     | Richard Lietz Michael Christensen                      | Porsche 911 RSR          | 161 |
| 22          | LMGTE Am  | 98 | Aston Martin Racing       | Paul Dalla Lana Pedro Lamy Mathias Lauda               | Aston Martin Vantage GTE | 158 |
| 23          | LMGTE Am  | 78 | KCMG                      | Christian Ried Wolf Henzler Joël Camathias             | Porsche 911 RSR          | 158 |
| 24          | LMGTE Am  | 50 | Larbre Compétition        | Lars Viljoen Ricky Taylor Pierre Ragues                | Chevrolet Corvette C7.R  | 157 |
| 25          | LMGTE Am  | 86 | Gulf Racing               | Mike Wainwright Adam Carroll Ben Barker                | Porsche 911 RSR          | 153 |
| 26          | LMP2      | 35 | Baxi DC Racing            | David Cheng Ho-Pin Tung Nelson Panciatici              | Alpine A460              | 153 |
| 27          | LMGTE Am  | 88 | Abu Dhabi-Proton Racing   | Khaled Al Qubaisi Kévin Estre David Heinemeier Hansson | Porsche 911 RSR          | 153 |
| 28          | LMGTE Am  | 83 | AF Corse                  | François Perrodo Emmanuel Collard Rui Águas            | Ferrari 458 Italia GT2   | 147 |
| 29          | LMGTE Pro | 66 | Ford Chip Ganassi Team UK | Olivier Pla Stefan Mücke                               | Ford GT                  | 144 |
| Ausgefallen |           |    |                           |                                                        |                          |     |
| 30          | LMP2      | 44 | Manor                     | Matthew Rao Richard Bradley Roberto Merhi              | Oreca 05                 | 157 |
| 31          | LMP2      | 42 | Strakka Racing            | Nick Leventis Jonny Kane Lewis Williamson              | Gibson 015S              | 58  |

### Nur in der Meldeliste
Hier finden sich Teams, Fahrer und Fahrzeuge, die ursprünglich für das Rennen gemeldet waren, aber aus den unterschiedlichsten Gründen daran nicht teilnahmen.
| Pos. | Klasse | Nr. | Team             | Fahrer                                    | Chassis         |
| ---- | ------ | --- | ---------------- | ----------------------------------------- | --------------- |
| 32   | LMP1   | 12  | Rebellion Racing | Nicolas Prost Nick Heidfeld Mathias Beche | Rebellion R-One |

### Klassensieger
| Klasse    | Fahrer           | Fahrer          | Fahrer            | Fahrzeug                 | Platzierung im Gesamtklassement |
| --------- | ---------------- | --------------- | ----------------- | ------------------------ | ------------------------------- |
| LMP1      | Timo Bernhard    | Brendon Hartley | Mark Webber       | Porsche 919 Hybrid       | Gesamtsieg                      |
| LMP2      | Nicolas Lapierre | Gustavo Menezes | Stéphane Richelmi | Alpine A460              | Rang 8                          |
| LMGTE Pro | Nicki Thiim      | Marco Sørensen  |                   | Aston Martin Vantage GTE | Rang 16                         |
| LMGTE Am  | Paul Dalla Lana  | Pedro Lamy      | Mathias Lauda     | Aston Martin Vantage GTE | Rang 22                         |

### Renndaten
- Gemeldet: 32
- Gestartet: 31
- Gewertet: 29
- Rennklassen: 4
- Zuschauer: unbekannt
- Wetter am Rennwochenende: heiß und trocken
- Streckenlänge: 5,513 km
- Fahrzeit des Siegerteams: 6:01:30,181 Stunden
- Runden des Siegerteams: 186
- Distanz des Siegerteams: 1025,970 km
- Siegerschnitt: 170,300 km/h
- Pole Position: André Lotterer/Marcel Fässler – Audi R18 RP6 (#7) – 1:45,703
- Schnellste Rennrunde: Loïc Duval – Audi R18 RP6 (#8) – 1:47,052 = 185,500 km/h
- Rennserie: 6. Lauf zur FIA-Langstrecken-Weltmeisterschaft 2016